# Gonophysema gullmarensis
Gonophysema gullmarensis is een eenoogkreeftjessoort. De wetenschappelijke naam van de soort is voor het eerst geldig gepubliceerd in 1960 door Bresciani & Lützen.